# 서배준
서배준(徐培準, 1979년 5월 15일~)은 대한민국의 배우 겸 작사가인데, 2000년에 뮤지컬로 처음 데뷔했다.

## 이력
대일외국어고등학교와 연세대 심리학과를 나온 그는 과거 국방부 장관을 역임했던 서종철(徐鐘喆)의 손자이고, 박근혜 정부에서 국토교통부 장관을 역임한 서승환이 작은아버지이다. 여성 가수 겸 연기자 서지영의 오빠이기도 하며 어머니는 호남대학교 의상디자인학과 교수 조은주이다.

## 생애
그는 2000년 뮤지컬 배우 첫 데뷔하였으며 1년 후 2001년 MBC 문화방송 시트콤 《뉴 논스톱》으로 텔레비전 연기자 데뷔하였고 이듬해 2002년 MBC 문화방송 TV 드라마 《그대를 알고부터》에 첫 출연하여 본격 정극에 데뷔하였으며 이어 같은 해 뮤지컬 《Funky funky》에 주연하였고 또 뒤이어 같은 해 《샵 5집》 음반에 수록된 《Coffee love》라는 곡에 작사가로 참여했다.

## 학력
- 대일외고 졸업
- 연세대학교 심리학과 문학사

## 주요 출연작

### TV 드라마
| 연도      | 제목            | 역할          | 비고     |
| --------- | --------------- | ------------- | -------- |
| 2001      | 뉴 논스톱       |               |          |
| 2002      | 그대를 알고부터 |               |          |
| 2003      | 옥탑방 고양이   | 배용준        |          |
| 2006~2007 | 거침없이 하이킥 | 한영민        |          |
| 2008      | 러브 레이싱     | 알렉스        |          |
| 2008      | 천하일색 박정금 |               |          |
| 2009      | 자명고          |               |          |
| 2010      | 산부인과        | 고준희의 남편 | 특별출연 |

### 뮤지컬
- 《Grease》
- 《Funky funky》

## 가족
- 친척 김경구(매제), 서종철(조부), 장효기(조모), 서승환(숙부), 홍승희(숙모)
- 부모 서국환(부), 조은주(모)
- 형제자매 서지영(여동생)